# Nicolaus (Propst)

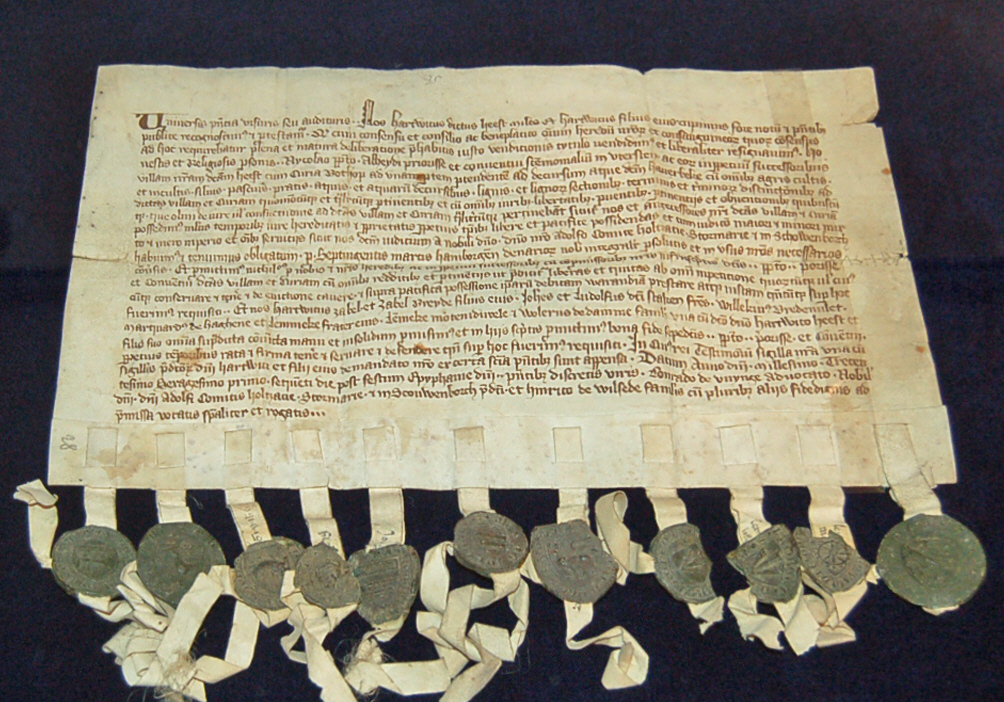
Die Urkunde vom Verkauf des Dorfes Heist, Anno 1361 (deutsche Übersetzung in der Bildbeschreibung)

Nicolaus (auch: Nikolaus) (* um 1310; † um 1365) war Klosterpropst des Klosters Uetersen.

## Leben
Nicolaus war der Nachfolger von Albert und wurde erstmals 1361 in einer Urkunde des Grafen von Holstein genannt. In dieser verkauft der Ritter Hartwich von Heest dem Kloster Uetersen für 700 Mark das Dorf Heist mit der Curia (ein mit Graben und Wall umgebener Edelhof) Bothop. Weitere Urkunden bestätigen ihn im gleichen Jahr bei Schenkungen und Landzukäufen bei Ersfleth an der Elbe. Im Februar 1362 erwirbt er für das Kloster von Wolder von Damme seine Curia Neuenhoff bei Heist, den A-Kamp mit dem Landstücken Hogenroth, Schwellingen und Siderrath. Das Kloster übernahm dabei die Verwaltung, Gerichtsbarkeit und „Nutzungsrechte“ im Dorf Heist. Propst Nicolaus verstarb um 1365, sein Nachfolger wurde Johann.